# Ralf Vollbrecht

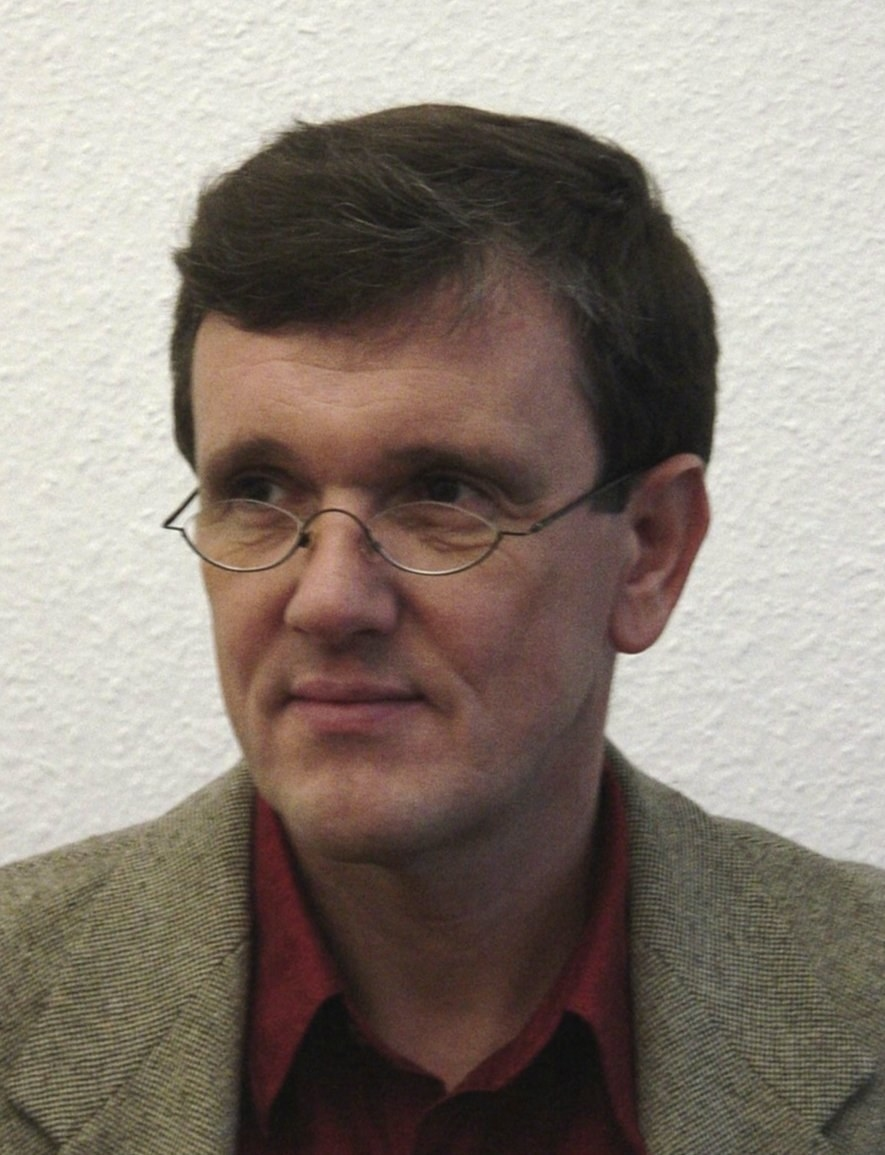
Ralf Vollbrecht, 2005

Ralf Vollbrecht (* 25. September 1956 in Schötmar) ist ein deutscher Erziehungswissenschaftler, Medienpädagoge und Hochschullehrer an der Technischen Universität Dresden.

## Leben
Nach dem Abitur in Bad Salzuflen 1975 absolvierte Ralf Vollbrecht ein Studium der Pädagogik, Soziologie, Psychologie und Mathematik an der Universität Bielefeld (Diplom und Lehramt). Er promovierte 1985 bei Dieter Baacke und Wilfried Ferchhoff über biografische Konstruktionen 13- bis 15-jähriger Jugendlicher (1982–1985) und habilitierte sich 1993 als Stipendiat der Thyssen-Stiftung (1990–1993) an der Universität Bielefeld über biographische Transformationsprozesse Jugendlicher im Kontext der deutschen Einheit. Nach Lehrstuhlvertretungen in Essen, Augsburg und Bielefeld war er ab 2000 Professor für Medienpädagogik an der Technischen Universität Dresden.
Ralf Vollbrecht war langjähriges Mitglied und Vorsitzender des Kuratoriums des Kinder- und Jugendfilmzentrums in Deutschland (KJF). Seit 2013 gibt er mit Christine Dallmann die Open-Access-Zeitschrift Medienwelten – Zeitschrift für Medienpädagogik heraus.

## Arbeits- und Forschungsschwerpunkte
Ralf Vollbrecht beschäftigt sich mit Medienpädagogik, Kinder- und Jugendforschung, Sozialisationsforschung sowie Biographieforschung.

## Werke (Auswahl)
- Schwarz, M./Ferchhoff, W./Vollbrecht, R. (Hg.) 2014: Professionalität: Wissen – Kontext. Sozialwissenschaftliche Analysen und pädagogische Reflexionen zur Struktur bildenden und beratenden Handelns. Festschrift für Bernd Dewe. Bad Heilbrunn (Verlag Julius Klinkhardt)
- Vollbrecht, R./Wegener, C. (Hg.) 2010: Handbuch Mediensozialisation. Wiesbaden (VS Verlag)
- Vollbrecht, R. 2002: Jugendmedien. Tübingen (Niemeyer)
- Vollbrecht, R. 2001: Einführung in die Medienpädagogik. Weinheim/Basel (Beltz)
- Ferchhoff, W./Sander, U./Vollbrecht, R. (Hg.) 1995: Jugendkulturen – Faszination und Ambivalenz. Einblicke in jugendliche Lebenswelten. Festschrift für Dieter Baacke. Weinheim/München (Juventa)
- Baacke, D./Schäfer, H./Vollbrecht, R. 1994: Treffpunkt Kino. Daten und Materialien zum Verhältnis von Jugend und Kino. Weinheim/München (Juventa)
- Baacke, D./Sander, U./Vollbrecht, R. 1993: Kinder und Werbung. Stuttgart (Kohlhammer)
- Vollbrecht, R. 1993: Ost–westdeutsche Widersprüche. Ostdeutsche Jugendliche nach der Wende und Integrationserfahrungen jugendlicher Übersiedler im Westen. Opladen (Leske + Budrich)
- Baacke, D./Sander, U./Vollbrecht, R. 1990: Medienwelten Jugendlicher. Bd. 1: Lebenswelten sind Medienwelten. Bd. 2: Lebensgeschichten sind Mediengeschichten. Opladen (Leske + Budrich)
- Sander, U./Vollbrecht, R. 1987: Kinder und Jugendliche im Medienzeitalter. Annahmen, Daten und Ergebnisse empirischer Medienforschung. Leverkusen (Leske + Budrich)